# 41-во основно училище „Свети Патриарх Евтимий“
41. Основно училище „Свети Патриарх Евтимий“ е основно училище на територията на район Триадица, в центъра на София.

## История
Създадено през 1891 година като начално училище, то е едно от старите училища в София. Съществува като начално до 1953 година, след което се трансформира като основно. От 1956 г. училищната сграда се използва от две училища – 41. основно училище и 121. основно училище.
От 1965 до 1972 година се нарича Прогимназия „Патриарх Евтимий“, като през учебната 1965/66 година прогимназиите на 41 основно и 121 основно училища са слети под името 41 прогимназия, а двете начални степени – под името 121 начално училище. През учебната 1972/73 година двете училища – 41 прогимназия и 121 начално училище се обединяват под името 41 основно училище „Патриарх Евтимий“. Училището е определено за базово към Министерството на народната просвета и Института за детски и начални учители.

### Архивно наследство
В Държавен архив – София се съхраняват два архивни фонда, чийто фондообразовател е училището – фонд 882К със 7 архивни единици за периода 1905 – 1952 година и фонд 720 със 114 архивни единици за периода 1942 – 1982 година. Документи за историята на училището се съхраняват и във фонда на Софийското градско училищно настоятелство.